# Batea

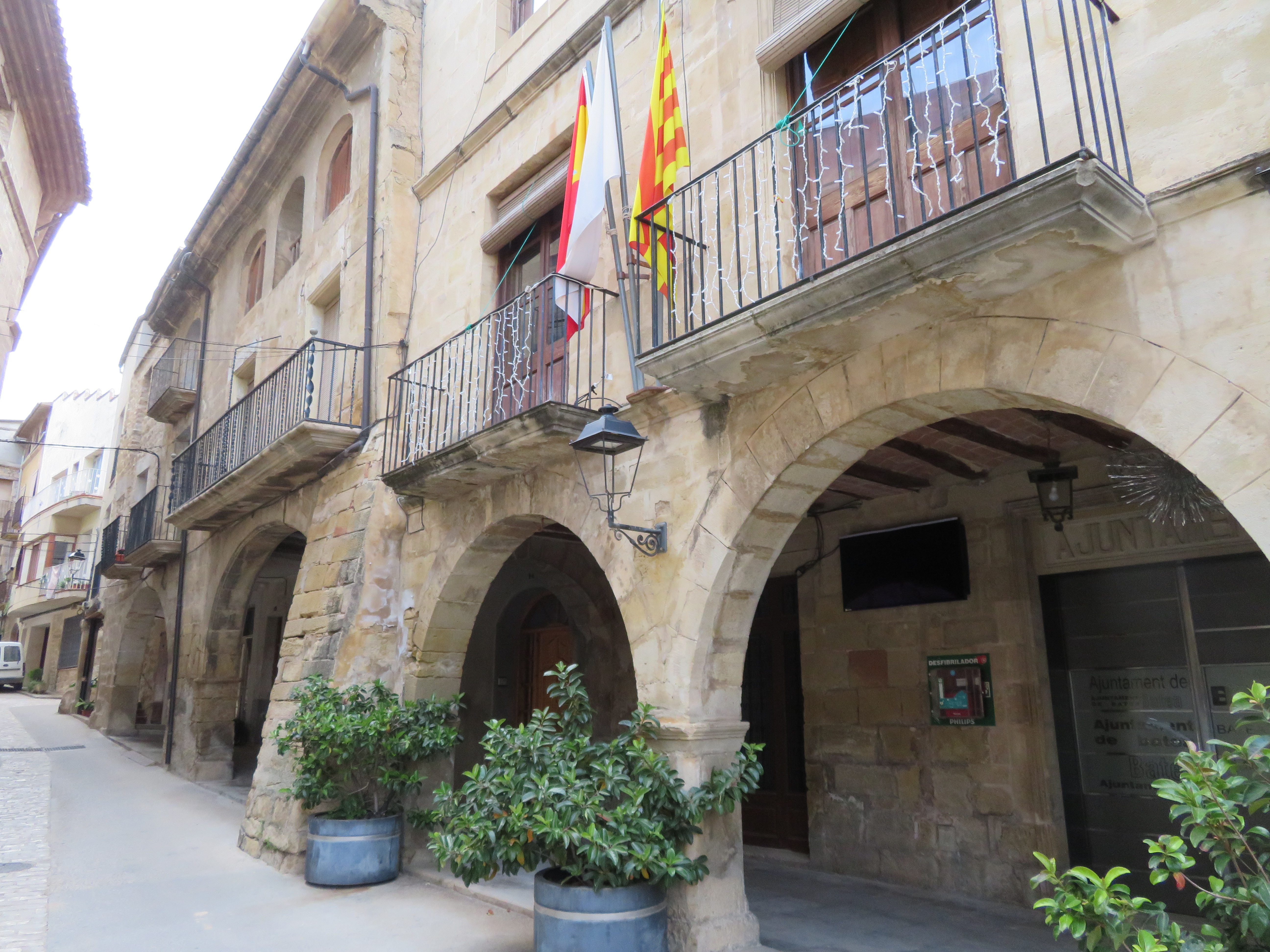
Batea

Batea ist eine katalanische Gemeinde in der Provinz Tarragona im Nordosten Spaniens. Sie liegt in der Comarca Terra Alta und ist 94 km von Tarragona entfernt.

## Nachbargemeinden
Als Nachbargemeinden Bateas sind Bot, Caseres, Gandesa, La Pobla de Massaluca und Vilalba dels Arcs zu nennen.

## Kultur
Das Stadtfest zu Ehren des Stadtheilige Sant Miquel Arcàngel (Erzengel Michael) findet in der Woche vom 19. August statt.

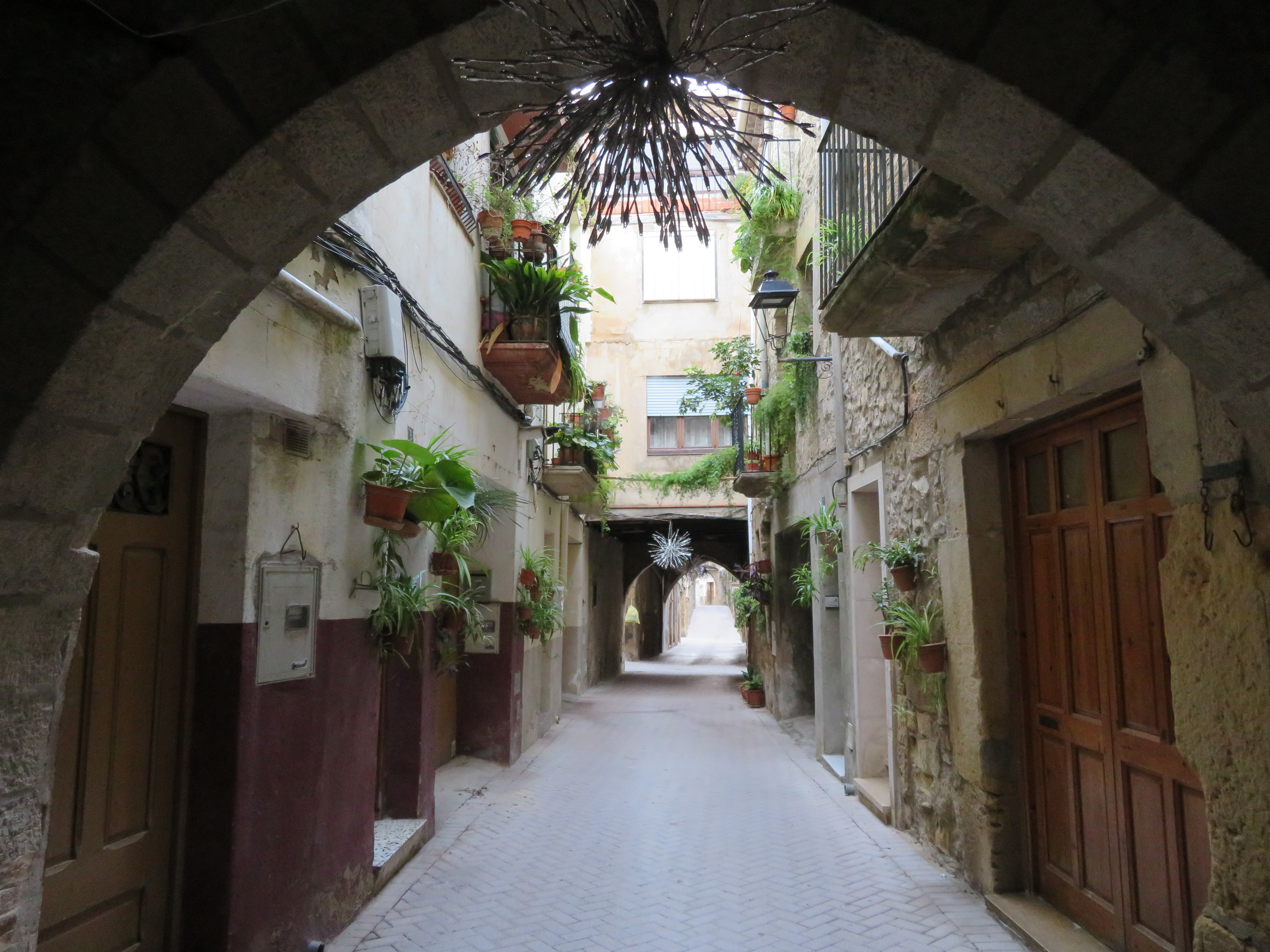
Historischer Komplex, Stadtzentrum von Batea

## Sehenswürdigkeiten
- Església Parroquial de Sant Miquel
- Castell de Sant Joan d’Algars